# إيكليديس باربوسا
إيكليديس باربوسا (بالبرتغالية: Euclydes Barbosa‏) (مواليد 7 ديسمبر 1909) هو لاعب كرة قدم. يلعب مع منتخب البرازيل لكرة القدم. سبق له أن لعب في كأس العالم لكرة القدم مع منتخب بلاده.

## روابط خارجية
- إيكليديس باربوسا على موقع الاتحاد الدولي (مؤرشف)  (الإنجليزية)
- إيكليديس باربوسا على موقع ناشيونال فوتبول تيمز (الإنجليزية)
- إيكليديس باربوسا على موقع Soccerway.com (الإنجليزية)
- إيكليديس باربوسا على موقع عالم كرة القدم.نت (الإنجليزية)